# Чардак ни на небу ни на земљи (приповетка)
Чардак ни на небу ни на земљи је народна бајка, део збирке Српске народне приповетке које је записао и објавио Вук Стефановић Караџић 1853. године у Бечу.
Ова бајка говори о правди, пожртвованости, наивности и издаји. Актери су три царева сина који су кренули у потрагу за сестром коју је отео змај. Када стигну до чардака где се налази њихова сестра сви морају да жртвују нешто како би наставили пут и спасили сестру.

## Радња
Цар је имао три сина и једну ћерку коју је посебно пазио и чувао. Једног дана је девојка добила дозволу од оца да са тројицом браће прошета на имању испред двора, али кад су изашли одједном се са неба спустио змај и отео девојку и нестао међу облацима. Браћа журно одлазе код оца и препричавају му шта се десило и траже дозволу да крену у потрагу за сестром. Отац им то дозвољава и даје им по једног коња и све остало што им је било потребно за пут.
Након дугог путовања, браћа су угледала један чардак који се није налазио ни на небу ни за земљи. Установили су да им је сестра тамо заточена, па су се договарали како да се попну до чардака. Након пуно размишљања и договарања одлучили су да убију једног коња како би од коњскњ коже направили узде за пењање чији ће крај привезати за стрелу и одапети из лука на чардак како би могли да се попну. Прво су два брата тражила од најстаријег да убије свог коња што је он одбио, као и средњи, па је онда убијен коњ најмлађег брата. Након што су одапели стрелу из лука двојица браће нису хтели да сепењу па је опет то морао да уради најмлађи брат.
Кад се попео најмлађи брат је почео да иде из собе у собу и тражи сестру. У једној од соба је нашао сестру како седи, а у крилу јој спава змај. Она се тад уплашила за брата и тихо га замолила да оде, али је он то одбио и узео буздован и убио змаја. Срећна што је ослобођена сестра је почела да води брата кроз остале просторије, па су тако ушли у једну собу где је за јасле био везан коњ чије су седло и остала опрема били од чистог сребра. У следећој просторији се налазио коњ са опремом од сувог злата, а у трећој коњ и његова опрема од драгог камења. Након тога су наишли на собе где су биле девојке које су везле и испредале златне жице, а у трећој је једна девојка низала бисере. Испред ње се налазила кокошка са пилићима која је кљуцала бисере.
Када су завршили обилазак вратили су се у собу где је био змај, а брат га је извукао напоље и бацио на земљу, а затим низ узде спустио сестру, а потом и три остале девојке. Његова два брата су осећала завист и љубомору јер је он испао херој, па су пресекли узде како не би могао да сиђе. Кренули су назад ка двору и успут нашли чобанина ког су преобукли да изгледа као њихов најмлађи брат и одвели га пред оца, а сестри запретили да не сме да прича о томе.
Убрзо је најмлађи брат сазнао да се његова браћа жене са девојкама које је спасио, па је на дан женидбе најстаријег брата узјахао вранца и долетео међу сватове баш кад су излазили из цркве и ударио младожењу буздованом и одлетео назад у чардак. Исто је одрадио и кад се женио средњи брат, само је био долетео са другим коњем. На крају је сазнао да се чобанин жени његовом девојком па је узјахао трећег коња и долетео опет међу сватове кад су излазили из цркве и ударио чобанина који је остао на месту мртав. Сватови су покушали да га ухвате, али он није покушавао да побегне већ је остао ту и показао им да је он прави царев син кога су завидна браћа намерно оставила заточеног на чардаку. Када су то потврдиле и остале девојке и сестра, а кад је цар то чуо наљутио се на двојицу синова и протерао их са двора, а најмлађег је оженио девојком коју је он изабрао на чардаку.